# Portativ
Portativ je prvotni oblik orgulja koji datira iz srednjeg vijeka. Bilo je to malo glazbalo. Budući da ih se nosilo na leđima, dobile su naziv “portativ”. Za svirati na njima obično su trebala dva čovjeka. Jedan je nosio orgulje na leđima i pomoću malih mijehova rukama upuhavao zrak. Drugi je išao za nosačem i svirao na tom prvom obliku orgulja. To je bio razlog zbog kojeg su portativi bili mala glazbala. Broj oktava bio im je mali, a imale su jedan ili dva reda svirala.
Portativi su česti motiv na renesansnim slikama.

## Vanjske poveznice

### Sestrinski projekti
|  | Zajednički poslužitelj ima još gradiva o temi portativ |

### Mrežna mjesta
- LZMK / Proleksis enciklopedija: portativ
- (njem.) (engl.) www.portativ.net